# بکزهان سگینبایف
بکزهان سگینبایف (قرقیزی: Бекжан Сагынбаев؛ زادهٔ ۱۱ سپتامبر ۱۹۹۴) بازیکن فوتبال اهل قرقیزستان است.
وی همچنین در تیم ملی فوتبال قرقیزستان بازی کرده‌است.